# باربارا نیدرن‌هوبر
باربارا نیدرن‌هوبر (آلمانی: Barbara Niedernhuber؛ زادهٔ ۶ ژوئن ۱۹۷۴) لژسوار اهل آلمان است.